# Deraeocoris balli
Deraeocoris balli är en insektsart som beskrevs av Knight 1927. Deraeocoris balli ingår i släktet Deraeocoris och familjen ängsskinnbaggar. Inga underarter finns listade i Catalogue of Life.